# Компилација: Best of (Vendi)
Компилација: Best of је прва компилација певачице Венди Вукелић. Изашла је 2011. године и на њој се налазе 19 Вендиних највећих хитова. То је тренутно последњи албум ове певачице.

## Списак песама
| Бр. песме | Назив                     |
| --------- | ------------------------- |
| 1.        | „Бајландо“                |
| 2.        | „Ци, ци ципелица“         |
| 3.        | „Дух“                     |
| 4.        | „Изађи на пет минута“     |
| 5.        | „Кафанска певачица“       |
| 6.        | „Казанова“                |
| 7.        | „Коцка“                   |
| 8.        | „Ловатор“                 |
| 9.        | „Мало вруће, мало хладно“ |
| 10.       | „Мушка прича“             |
| 11.       | „Облачим се модерно“      |
| 12.       | „Певачица“                |
| 13.       | „Праћнуо се шаранчић“     |
| 14.       | „Све или ништа“           |
| 15.       | „Свирајте трубачи“        |
| 16.       | „Уцена“                   |
| 17.       | „Уљез“                    |
| 18.       | „Заљубљена“               |
| 19.       | „Желим с' тобом све“      |